# Championnat de Tchécoslovaquie de football 1991-1992
Navigation
Saison précédente Saison suivante

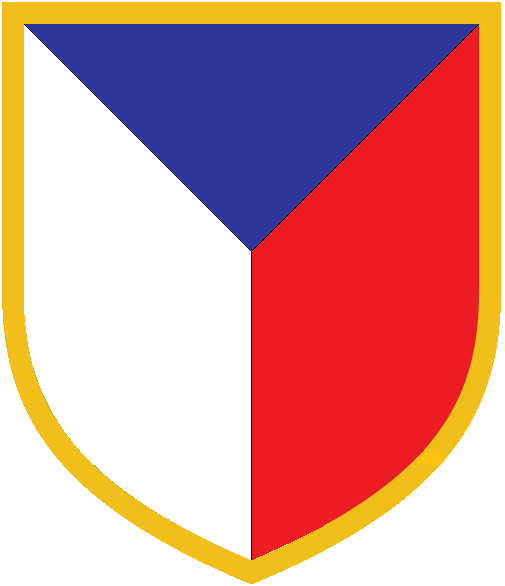
Championnat de Tchécoslovaquie de football 1991-1992

La saison 1991-1992 du Championnat de Tchécoslovaquie de football est la 66e édition du championnat de première division en Tchécoslovaquie. Les seize meilleurs clubs du pays se retrouvent au sein d'une poule unique, la First League, où les formations s'affrontent deux fois, à domicile et à l'extérieur. À l'issue du championnat, les deux derniers du classement sont relégués et remplacés par les deux meilleurs clubs de II. Liga, la deuxième division tchécoslovaque.
C'est le club du SK Slovan Bratislava qui met fin à la domination du Sparta Prague, vainqueur des cinq derniers titres, en terminant en tête du classement du championnat, avec trois points d'avance sur le Sparta Prague et huit sur le SK Sigma Olomouc. C'est le 8e et dernier titre de champion de Tchécoslovaquie de l'histoire du club.

## Les 16 clubs participants
| - Dukla Prague - TJ Vitkovice - SK Dynamo České Budějovice - Promu de II. Liga - DAC Dunajska Streda - FC Bohemians Prague - SK Slovan Bratislava - Tatran Presov - FK Inter Bratislava | - Dukla Banska Bystrica - FC Banik Ostrava - Union Cheb - FC Spartak Trnava - Promu de II. Liga - SK Sigma Olomouc - SK Slavia Prague - Spartak Hradec Králové - AC Sparta Prague |

## Compétition

### Classement
Le barème utilisé pour établir le classement est le suivant :
- Victoire : 2 points
- Match nul : 1 point
- Défaite : 0 point

| Rang | Équipe                         | Pts | J  | G  | N  | P  | Bp | Bc | Diff |
| ---- | ------------------------------ | --- | -- | -- | -- | -- | -- | -- | ---- |
| 1    | ŠK Slovan Bratislava           | 51  | 30 | 23 | 5  | 2  | 60 | 19 | +41  |
| 2    | AC Sparta Prague (T) (C)       | 48  | 30 | 22 | 4  | 4  | 68 | 20 | +48  |
| 3    | SK Sigma Olomouc               | 43  | 30 | 17 | 9  | 4  | 60 | 23 | +37  |
| 4    | SK Slavia Prague               | 41  | 30 | 17 | 7  | 6  | 63 | 26 | +37  |
| 5    | FC Baník Ostrava               | 35  | 30 | 13 | 9  | 8  | 50 | 36 | +14  |
| 6    | FK Inter Bratislava            | 30  | 30 | 12 | 6  | 12 | 45 | 45 | 0    |
| 7    | Tatran Prešov                  | 29  | 30 | 12 | 5  | 13 | 33 | 43 | -10  |
| 8    | FC Bohemians Prague            | 27  | 30 | 10 | 7  | 13 | 38 | 43 | -5   |
| 9    | DAC Dunajská Streda            | 26  | 30 | 10 | 6  | 14 | 46 | 46 | 0    |
| 10   | TJ Vitkovice                   | 23  | 30 | 9  | 5  | 16 | 34 | 55 | -21  |
| 11   | Dukla Prague                   | 22  | 30 | 6  | 10 | 14 | 30 | 42 | -12  |
| 12   | Spartak Hradec Králové         | 22  | 30 | 7  | 8  | 15 | 22 | 39 | -17  |
| 13   | SK Dynamo České Budějovice (P) | 22  | 30 | 7  | 8  | 15 | 34 | 59 | -25  |
| 14   | FC Spartak Trnava (P)          | 21  | 30 | 6  | 9  | 15 | 21 | 59 | -38  |
| 15   | Union Cheb                     | 21  | 30 | 7  | 7  | 16 | 28 | 53 | -25  |
| 16   | FK Dukla Banská Bystrica       | 19  | 30 | 7  | 5  | 18 | 30 | 54 | -24  |

|  | Qualification pour la Ligue des champions 1992-1993                                               |
|  | Qualification pour la Coupe des Coupes 1992-1993                                                  |
|  | Qualification pour la Coupe UEFA 1992-1993                                                        |
|  | Relégation en II. Liga                                                                            |
|  | (T) Tenant du titre (C) Vainqueur de la Coupe du Tchécoslovaquie (P) : Promu de deuxième division |

## Bilan de la saison
| Championnat de Tchécoslovaquie de football 1991-1992 |                                 |
| Champion                                             | SK Slovan Bratislava (8e titre) |
| Coupes et trophées                                   |                                 |
| Vainqueur de la Coupe de Tchécoslovaquie 1991-1992   | AC Sparta Prague                |
| Qualifications continentales                         |                                 |
| Ligue des champions 1992-1993                        | SK Slovan Bratislava            |
| Coupe des Coupes 1992-1993                           | AC Sparta Prague                |
| Coupe UEFA 1992-1993                                 | SK Slavia Prague                |
| Coupe UEFA 1992-1993                                 | SK Sigma Olomouc                |
| Promotions et relégations                            |                                 |
| Promus en I. Liga                                    | Boby Brno                       |
| Promus en I. Liga                                    | FC Nitra                        |
| Relégués en II. Liga                                 | FK Dukla Banská Bystrica        |
| Relégués en II. Liga                                 | Union Cheb                      |